# Dorothée-Sophie de Neubourg
Dorothée-Sophie de Neubourg (5 juillet 1670 - Parme, 15 septembre 1748), princesse puis duchesse de Parme. Elle épouse Édouard II Farnèse, prince de Parme puis, veuve, le frère de son premier mari, François Ier, duc de Parme.

## Biographie
Dorothée-Sophie est la fille de l'électeur palatin du Rhin Philippe-Guillaume de Neubourg et d'Élisabeth-Amélie de Hesse-Darmstadt, elle naît le 5 juillet 1670. Les mariages brillants de ses sœurs, l'impératrice Éléonore, la reine Marie-Sophie de Portugal et la reine Marie-Anne d'Espagne en font un des meilleurs partis d'Europe.

### Duchesse de Parme

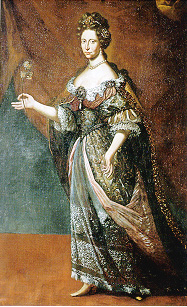
Dorothée-Sophie de Neubourg

Le mariage de Dorothée-Sophie est arrangé par le comte Perletti, un fonctionnaire farnésien avisé. Les témoignages de l’époque parlent d'une femme fière et riche de qualités, batailleuse et prête à discuter avec son beau-frère de questions économiques.
Le 3 avril 1690, elle épouse Édouard, héritier du duc Ranuce II Farnèse, apportant une très grosse dot. C'est la première fois que la Maison Farnèse s'apparente avec une princesse allemande. Pour l'occasion, la tenue de fêtes grandioses est proclamée comme jamais il n'y en a eu. Son caractère rigide et profondément dévot la conduit à esquiver les réunions mondaines à l'exception des périodes de carnaval. De leur mariage naissent Alexandre (1691 – 1693) et Élisabeth Farnèse, future épouse de Philippe V d'Espagne.
En 1693, Édouard meurt et Dorothée-Sophie reste veuve à l'âge de 23 ans. L'année suivante Ranuce II meurt aussi et le duché passe aux mains de François Farnèse qui, pour ne pas perdre la dot, accepte de l'épouser.

### Second mariage
En 1695, François âgé de dix-sept ans épouse Dorothée-Sophie âgée de vingt-cinq ans. Tous deux font une bonne affaire, le duc ne perd pas la dot et la duchesse conservant la première place à Parme, réussira, avec l'aide de l'ambassadeur à Madrid Giulio Alberoni, à arranger un bon mariage à Élisabeth.
Après la mort de François, Dorothée-Sophie se retire mais le nouveau duc Antoine Farnèse règne seulement quatre ans, donc en vertu du Traité de Londres de 1718 qui établit le passage du trône ducal aux enfants d'Élisabeth, Dorothée-Sophie se retrouve régente jusqu'à l'arrivée de son petit-fils Charles de Bourbon.
La situation est tendue et difficile en raison des demandes de l'Église qui veut sauvegarder ses droits, mais elle réussit à tenir tête à tous, mettant en avant les anciennes prétentions sur Castro.
En 1732, elle reçoit au nom de Charles l'allégeance des sujets du duché et sur cet ultime succès, elle se retire de la vie publique. De 1736 à 1748, la duchesse voit passer plusieurs souverains sur le trône ducal mais en 1748, avec le Traité d'Aix-la-Chapelle, Dorothée-Sophie a la satisfaction de voir monter Charles sur le trône de Naples et son second petit-fils, Philippe de Bourbon, sur le trône ducal de Parme.
Dorothée-Sophie meurt à Parme le 15 septembre 1748 et ses restes sont conservés dans la chapelle construite dans les souterrains de l'église de Sainte Marie de la Steccata par la duchesse Marie Louise (ex-impératrice des Français) en 1823.

## Sources
- (it) Cet article est partiellement ou en totalité issu de l’article de Wikipédia en italien intitulé « Dorotea Sofia di Neuburg » (voir la liste des auteurs).